# Zelda Fitzgerald
Zelda Fitzgerald (apellido de soltera Sayre; Montgomery, Alabama, 24 de julio de 1900 - Asheville, Carolina del Norte, 10 de marzo de 1948) fue una novelista, bailarina y celebridad estadounidense, esposa del escritor F. Scott Fitzgerald. Se convirtió en un icono de los años 1920, siendo apodada por su esposo como “la primera flapper de Estados Unidos”. Después del éxito de la primera novela de su esposo, A este lado del paraíso (1920), los Fitzgerald se volvieron celebridades.
Tras haber sido el símbolo de la era del jazz, los rugientes años veinte y la generación perdida, Zelda Fitzgerald encontró tras su muerte un resurgir, gracias a la publicación en 1970 del libro superventas Zelda: A Biography, de Nancy Milford. La biografía de Milford la retrató como un icono feminista y una víctima de un esposo controlador.
En 1992 fue admitida en el Salón de la Fama de las mujeres de Alabama. Su nombre inspiró el título de la famosa saga de videojuegos The Legend of Zelda, así como el nombre de su afamada princesa.[cita requerida]

## Biografía

### Primeros años y trasfondo familiar

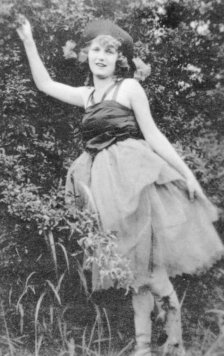
Zelda Sayre a los 16 años aproximadamente, en traje de baile.

Nacida en los albores del siglo XX en Montgomery, Alabama, Zelda Sayre era la más pequeña de seis hijos. Su madre, Minerva Buckner "Minnie" Machen (23 de noviembre de 1860 – 13 de enero de 1958), la llamó así en referencia a los personajes de unas historias poco conocidas: "Zelda: A Tale of the Massachusetts Colony" (1866) de Jane Howard, y "Zelda's Fortune" (1874) de Robert Edward Francillon. Zelda era una niña consentida y mimada por su madre. Sin embargo, su padre Anthony Dickinson Sayre (1858–1931)—un juez en la Corte Suprema de Alabama y uno de los juristas más importantes de Alabama— era un hombre estricto y distante.
La familia descendía de los primeros colonizadores de Long Island, que se habían mudado a Alabama antes de la Guerra Civil. Para la época del nacimiento de Zelda, los Sayre eran una familia destacada del sur. Su tío abuelo, John Tyler Morgan, formó parte del Senado de los Estados Unidos durante seis legislaturas; su abuelo paterno editaba un periódico en Montgomery; y su abuela materna era Willis Benson Machen, que fungió durante un breve período como senadora de Kentucky. Sus hermanos eran Anthony Dickinson Sayre, Jr. (1894–1933), Marjorie Sayre (1886–1960), Rosalind Sayre (1889–1979) y Clothilde Sayre (Mrs. John Palmer) (1891–1986).
De niña, Zelda era extremadamente activa. Bailaba, tomaba clases de ballet y disfrutaba de las actividades en el exterior. En 1914, comenzó a asistir a la escuela preparatoria Sidney Lanier. Era brillante pero no le interesaban mucho sus lecciones. Su gusto por el ballet continuó hasta la preparatoria, en donde tenía una vida social muy activa. Bebía, fumaba y pasaba gran parte de su tiempo con muchachos, convirtiéndose en líder de la vida social juvenil. Un periódico citaba unas declaraciones que hizo con ocasión de una presentación en un baile: “a mí solo me importan los chicos y la natación". Desarrolló una necesidad de llamar la atención y desobedecer de manera ostensible las reglas, ya fuera bailando el Charlestón o usando trajes de baño ajustados y de color carne, para sembrar el rumor de que nadaba desnuda. La reputación de su padre le servía como una especie de red de seguridad, previniendo su ruina social. Sin embargo, en aquella época se esperaba que las mujeres del sur de Estados Unidos fueran delicadas, dóciles y complacientes. Consecuentemente, las travesuras de Sayre resultaban escandalosas para los que la rodeaban y se convirtió — junto con su amiga de la infancia y futura estrella de Hollywood, Tallulah Bankhead— en la fuente de chismes de Montgomery. Bajo su foto de graduación de la preparatoria, quedó escrita esta frase, que ilustra muy bien cuál era su personalidad:
Por qué toda la vida debe ser trabajo, cuando todos podemos pedir prestado.

Pensemos únicamente en el hoy y no nos preocupemos por el mañana.

### F. Scott Fitzgerald

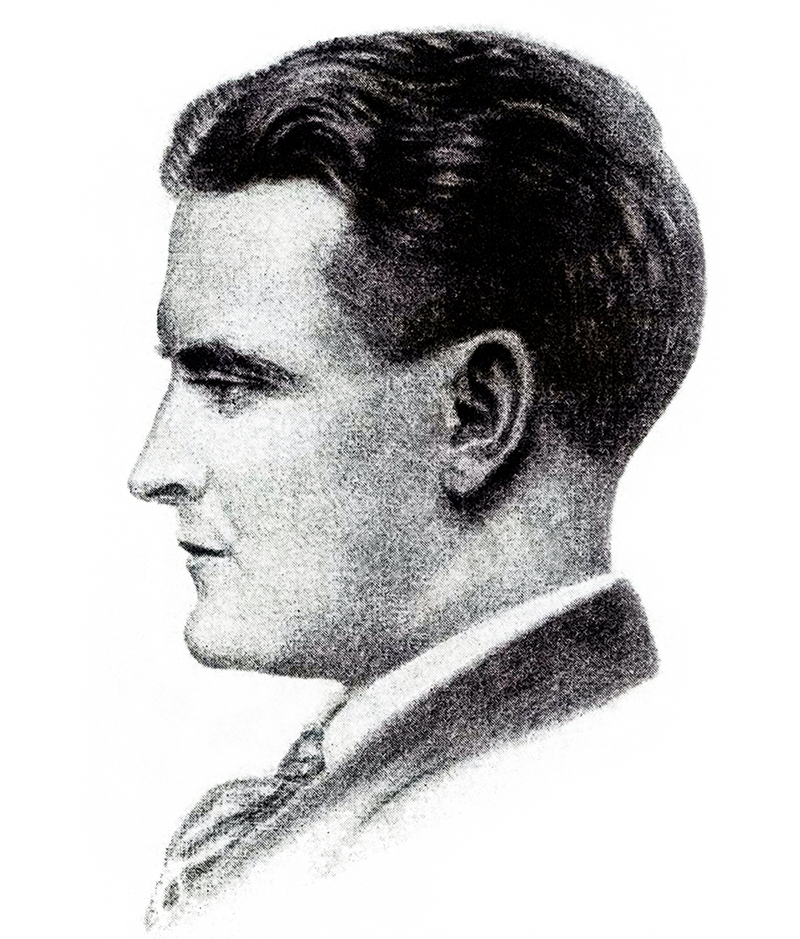
F. Scott Fitzgerald en 1921, retratado por Gordon Bryant para la revista Shadowland.

Zelda y Scott se conocieron en julio de 1918. Scott comenzó a llamarla a diario e iba a Montgomery en sus días libres Él hablaba sobre sus planes de ser famoso y le envió un capítulo del libro que estaba escribiendo. Estaba tan enamorado de Zelda, que reescribió el personaje de Rosalind Connage en A Este Lado del Paraíso para que se pareciera a ella. Escribió que “todas las críticas de Rosalind terminan en su belleza”, y le dijo a Zelda que “la heroína se parece a ti en más de cuatro maneras." Zelda era más que una simple musa: después de mostrarle a Scott su diario personal, este empleó fragmentos textuales de dicho diario en su novela. Al concluir A este Lado del Paraíso, el monólogo en el cementerio de la protagonista Amory Blaine, por ejemplo, fue tomado directamente del diario de Zelda.
El primer encuentro de Scott y Zelda fue en una estación de tren, la cual quedó inmortalizada por Scott más tarde en su novela El Gran Gatsby. Scott no era el único hombre que cortejaba a Zelda y la competencia hizo que la deseara aún más. En la libreta que mantuvo meticulosamente a lo largo de su vida, anotó el 7 de septiembre de 1918 que se había enamorado. Parece que ella también lo hizo. La biógrafa de Zelda, Nancy Milford, escribió: “Scott detectó algo en Zelda, que nadie antes que él había percibido: un sentido romántico de pomposidad similar al suyo”.
Su noviazgo fue brevemente interrumpido en octubre cuando él fue llamado al norte. Esperaba ser enviado a Francia, pero fue asignado a Camps Mills, en Long Island. Mientras estaba allá, se firmó el armisticio con Alemania. Scott regresó a la base cerca de Montgomery y para diciembre eran apasionadamente inseparables. Más tarde, Scott describiría este comportamiento como “imprudencia sexual.” El 14 de febrero de 1919, Scott fue liberado de las fuerzas militares y se fue al norte para establecerse en la ciudad de Nueva York.
Se escribían frecuentemente y, para marzo de 1920, Scott le envió a Zelda el anillo de su madre y los dos se comprometieron. Muchos de los amigos de Zelda y miembros de su familia recelaban de su relación, ya que no aprobaban que Scott bebiera excesivamente y a la familia de Zelda, de religión episcopal, no le agradaba el hecho de que él fuera católico.

### Matrimonio
En septiembre, Scott había completado su primera novela, A Este Lado del Paraíso, y el manuscrito fue rápidamente aceptado para su publicación. Cuando se enteró de que la novela había sido aceptada, le escribió a su editor, Maxwell Perkins, rogándole que apresurara su lanzamiento: “tengo tantas cosas que dependen del éxito [de la novela], incluyendo por supuesto a una chica." En noviembre, Scott regresó a Montgomery triunfante con las noticias sobre su novela. Zelda aceptó casarse con él una vez que el libro fuera publicado;  él prometió llevarla a Nueva York con “toda la iridiscencia del comienzo de un nuevo mundo.” A este Lado del Paraíso fue publicado el 26 de marzo y Zelda arribó a Nueva York el 30 de ese mismo mes. Finalmente el 3 de abril de 1920 se casaron en una pequeña ceremonia en la Catedral de San Patricio. Según Canterbery y Birch (y el mismo Fitzgeraldand), esta primera novela fue el “hoyo en uno” de Fitzgerald. Scott vio la publicación de su novela como un camino hacia el corazón de Zelda.
Rápidamente Scott y Zelda se convirtieron en celebridades de Nueva York, tanto por su comportamiento salvaje y fiestero como por el éxito que tuvo A este lado del Paraíso. Se les expulsó del Hotel Biltmore y del Hotel Commodore debido a sus borracheras. En una ocasión Zelda brincó dentro de una fuente de Union Square. Otro ejemplo de este comportamiento tuvo lugar cuando Dorothy Parker los conoció. Zelda y Scott estaban sentados en el techo de un taxi y Parker dijo: “ambos lucían como si acabaran de salir del sol; su juventud era impresionante. Todos querían conocerlos.” Su vida social era impulsada por el alcohol. La bebida los llevó brillar en las fiestas en público, pero en privado hacía que mantuvieran peleas constantes. Para su deleite, en las páginas de los periódicos de Nueva York, Scott y Zelda se habían convertido en iconos de la juventud y el éxito, enfants terribles de la época del Jazz.
En el Día de San Valentín del año 1921, mientras Scott se encontraba trabajando en su segunda novela, Hermosos y Malditos, Zelda descubrió que estaba embarazada. La pareja decidió irse a la casa de Scott en St. Paul, Minnesota para tener al bebé. El 26 de octubre de 1921, Zelda dio a luz a Frances “Scottie” Fitzgerald. Mientras se recuperaba de la anestesia, Scott la grabó diciendo, “Oh Dios, estoy borracha. Mark Twain. ¿No es inteligente? Tiene hipo. Espero que sea hermosa y tonta, una tontita hermosa." Muchas de sus palabras pueden ser encontradas en la novela de Scott El Gran Gatsby, en donde el personaje Daisy Buchanan tiene esperanzas similares para su hija.

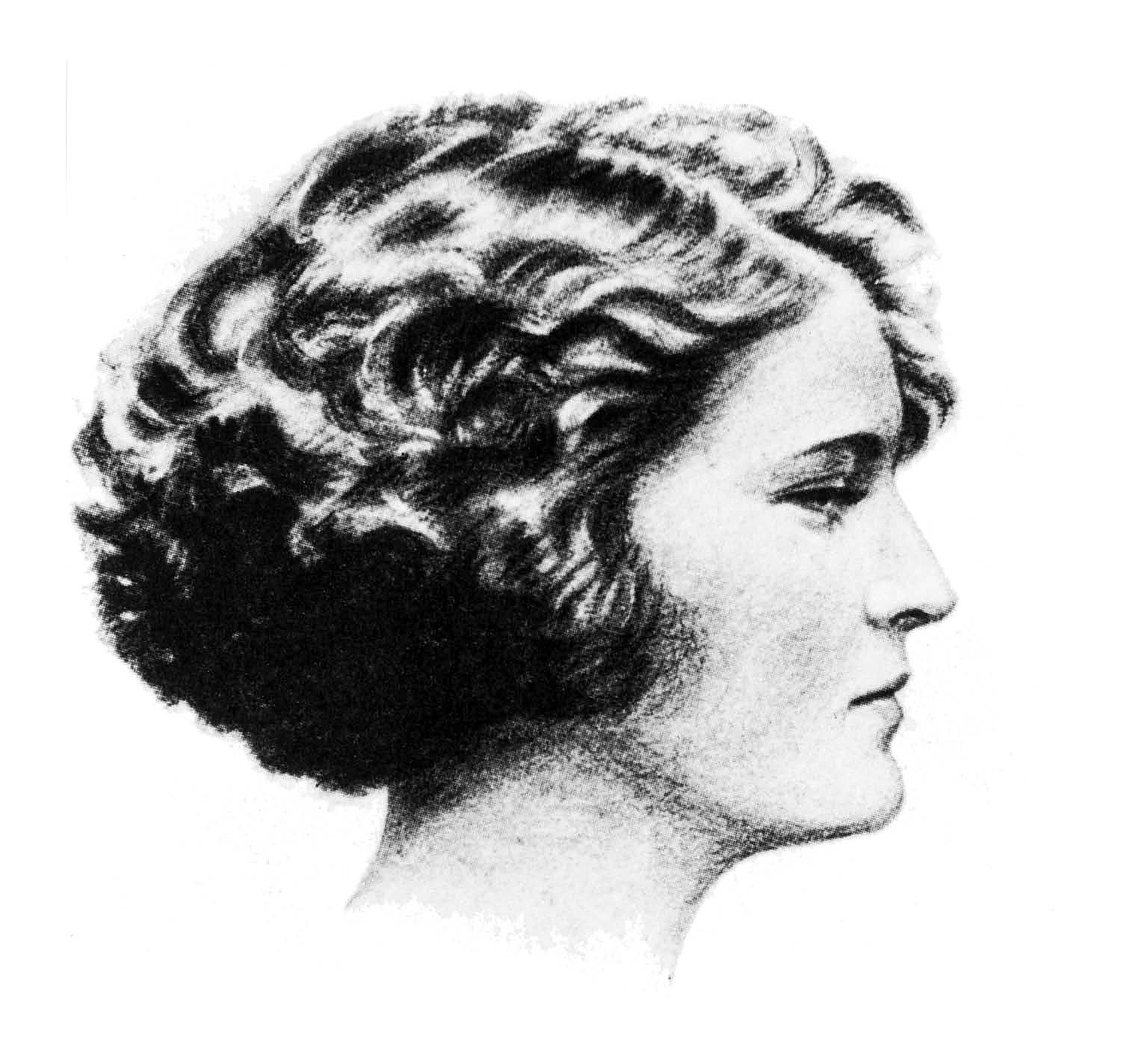
Retrato de Zelda por Gordon Bryant, publicado en junio de 1922 en el Metropolitan Magazine.

Zelda nunca fue particularmente hogareña, ni mostró interés en el cuidado del hogar. En 1922, los Fitzgerald habían contratado a una niñera para su hija, una pareja que limpiara la casa y señoras que se encargaran de la lavandería. Cuando la casa publicista Harper & Brothers le pidió a Zelda que contribuyera al artículo Recetas Favoritas de las Mujeres Famosas, ella escribió “Revisa si hay tocino, y si lo hay, pregúntale al cocinero en qué sartén freírlo. Después pregunta si hay huevos y, si los hay, intenta convencer al cocinero de hervir dos de ellos. Es mejor no intentar tostar el pan, ya que se quema muy fácilmente. También, en el caso del tocino, no enciendas mucho el fuego o vas a tener que salirte de la casa durante una semana. Sirve los alimentos en platos de porcelana preferentemente, aunque de oro o madera también sirven."
A principios de 1922, Zelda se volvió a quedar embarazada. A pesar de que algunos escritores han dicho que en los diarios de Scott hay una entrada mencionando a “Zelda y su abortista”, no existe tal entrada. Se desconocen los pensamientos de Zelda durante su segundo embarazo, pero en el primer borrador de Hermosos y Malditos, la novela que Scott estaba completando, escribió una escena en la cual el personaje femenino principal, Gloria, cree que está embarazada y Anthony le sugiere “hablar con alguna mujer y decidir qué es lo mejor que hacer. La mayoría lo resuelve de alguna manera.” La sugerencia de Anthony fue eliminada de la versión final, un cambio que movió la atención de la decisión de aborto de Gloria, a su preocupación de que un bebé arruinaría su figura.

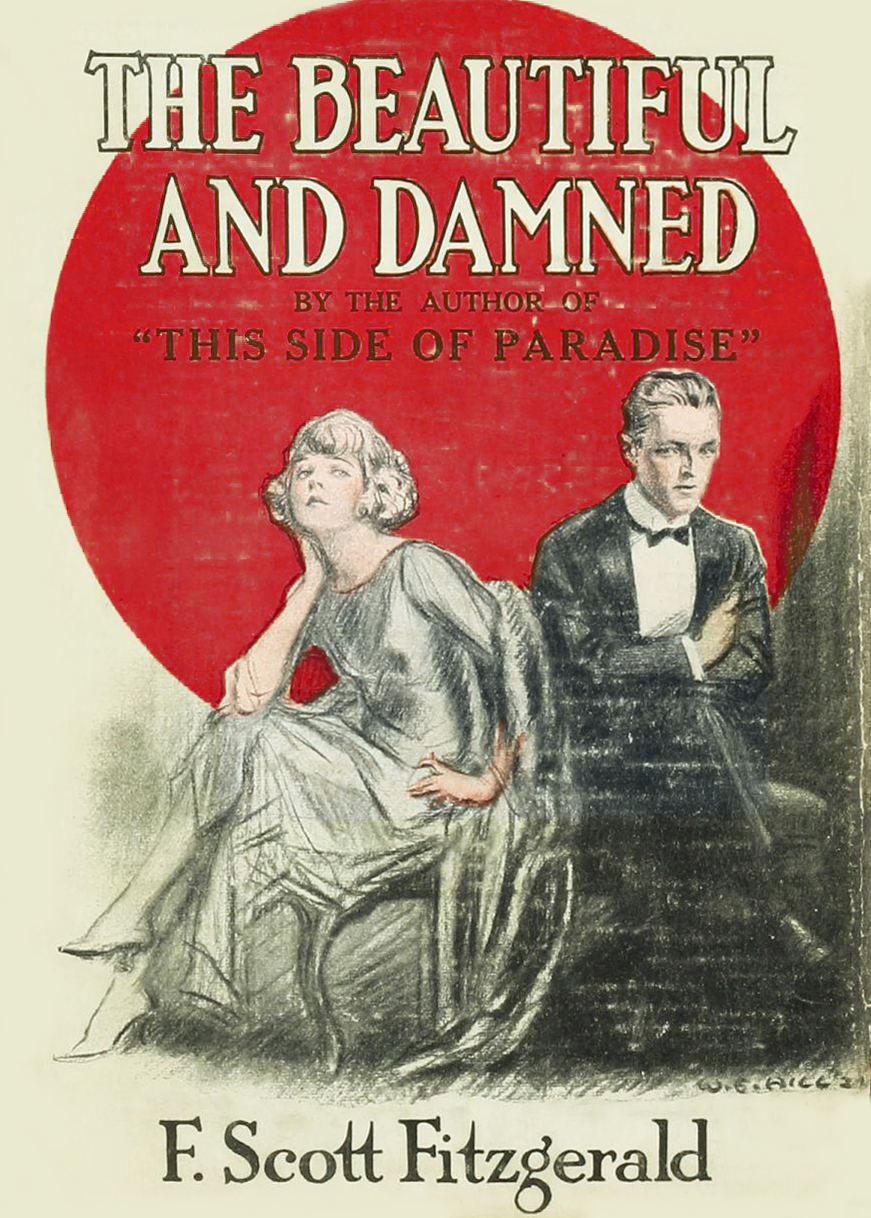
Portada de la primera edición de la novela Hermosos y Malditos, con los personajes principales, Anthony y Gloria dibujados con los rasgos de Scott y Zelda.

Mientras se acercaba la publicación de Hermosos y Malditos, el nuevo editor del New York Tribune, Burton Rascoe, se acercó a Zelda para tener una oportunidad de tentar a los lectores con una fresca reseña sobre el trabajo más reciente de Scott. En su reseña, bromeando hizo referencia al uso de sus diarios en el trabajo de Scott, pero el material se convirtió en causa de resentimiento:

Para empezar, todos deberían comprar este libro por la siguiente razón estética: primero, porque sé dónde encontrar la tela dorada más bonita por tan solo 300 dólares en una tienda de la calle 42, y también, si suficientes personas la compran, sé dónde hay un anillo de platino con un círculo entero, y también si muchas personas la compran, mi esposo necesita un nuevo abrigo de invierno, a pesar de que el que tiene ha aguantado muy bien durante los pasados tres años... Me parece que en una página reconocí un fragmento de un diario viejo mío, el cual misteriosamente desapareció poco después de mi boda y, también fragmentos de una carta, la cual, considerablemente editada, me resultó familiar. De hecho el señor Fitzgerald — me parece que así es como escribe su nombre— parece creer que el plagio comienza en el hogar.
Este artículo llevó a que Zelda recibiera nuevas ofertas de otras revistas. En junio, un artículo de Zelda, "Eulogy on the Flapper," fue publicado en la revista Metropolitan Magazine. A pesar de que aparentemente era un artículo sobre la decadencia del estilo de vida flapper, la biógrafa de Zelda, Nancy Milford escribió que el ensayo era "una defensa de su propio código de existencia." Zelda describió a las flapper de la siguiente manera:

La flapper se despertaba de su letargo de sub-deb-ismo (sub-deb-ism), se arreglaba su media melena, se ponía sus pendientes favoritos y una gran cantidad de audacia y rubor e iba a la batalla. Coqueteaba porque era divertido y usaba un traje de baño de una sola pieza porque tenía buena figura .... era consciente de que las cosas que hacía eran las cosas que siempre había querido hacer. Las madres desaprobaban que sus hijos llevaran a las flappers a los bailes, fiestas de té, a nadar y más que nada odiaban que les abrieran su corazón.
Zelda continuó escribiendo, vendió varias historias cortas y artículos. Ayudó a Scott a escribir la obra de teatro The Vegetable pero, cuando fracasó, los Fitzgerald se encontraron endeudados. Scott se dedicó a escribir historias cortas frenéticamente para pagar las deudas. Sin embargo se saturó y cayó en depresión. En abril de 1924, se mudaron a París.

### Expatriación
Después de haber llegado a París, los Fitzgerald se instalaron en Antibes en la Costa Azul de Francia. Mientras Scott se encontraba absorto escribiendo El gran Gatsby, Zelda se enamoró locamente de un galante y joven piloto francés, Edouard Jozan. Pasaba sus tardes nadando en la playa y las noches bailando en los casinos con Jozan. Después de seis semanas, Zelda le pidió el divorcio a Scott. Este, en un primer momento, quiso encararse con Jozan pero, en vez de eso, decidió lidiar con la demanda de Zelda encerrándola en su casa, hasta que abandonara su petición del divorcio. Jozan no sabía que Zelda había pedido el divorcio. Abandonó la Costa Azul más tarde ese mismo año y los Fitzgerald nunca lo volvieron a ver. Tiempo después, Jozan le contaría a la biógrafa de Zelda, Milford, que cualquier infidelidad era imaginaria: " los dos tenían una necesidad de drama, lo inventaron y tal vez ellos mismos eran las víctimas de su propia imaginación enferma." En la obra de Fitzgerald, A Life in Letters, Fitzgerald habla a Ludlow Fowler sobre el amorío con Jozan en una carta de agosto. Comparó la pérdida de ilusiones en El gran Gatsby con su pérdida de confianza en la fidelidad de Zelda. El libro reflejaba los aspectos pivotales dramatizados de su amor con Zelda, su cortejo, ruptura y restauración de su éxito financiero, y dejó claro el engaño de Zelda con Jozan: "también me siento viejo este verano ... toda la carga de esta novela — la pérdida de esas ilusiones que le dan tanto color al mundo, que no te interesan si son verdaderas o falsas siempre y cuando formen parte de la gloriosa magia." El Gran Gatsby se quedó en borrador durante la crisis con Jozan en julio de 1924, y el manuscrito fue enviado a Scribners a finales de octubre. Fitzgerald escribió en sus libretas: "en ese septiembre de 1924, sabía que había pasado algo que nunca podría ser reparado."
Después de esta gran pelea, los Fitzgerald aparentaban que todo iba bien frente a sus amigos, actuando como si fueran felices. En septiembre, Zelda tomó una sobredosis de pastillas para dormir. La pareja nunca habló del incidente y se negaba a discutir si este fue un intento de suicidio o no. Scott continuó escribiendo y terminó El Gran Gatsby en octubre. Intentaron celebrarlo con un viaje a Roma y Capri. Sin embargo, ambos se sentían infelices. Cuando Scott recibió las correcciones de su novela, tenía dudas sobre el título: no sabía si rendir homenaje al personaje de Trimalción, de la novela El Satiricón de Petronio, con títulos como Trimalción en West Egg o simplemente Trimalción, o bien titularla con otros títulos alternativos como Gatsby, Sombrero de oro Gatsby, o El amante que lo intenta todo. Al parecer, fue Zelda quien decidió que el título debería ser El Gran Gatsby. Fue también en su viaje, mientras se encontraba enferma de colitis, cuando Zelda comenzó a pintar.
En abril de 1925, de vuelta a París, Scott conoció a Ernest Hemingway, e hizo mucho por promover su carrera. Hemingway y Scott Fitzgerald se volvieron buenos amigos, pero Zelda y Hemingway se desagradaron desde la primera vez que se conocieron, y ella abiertamente lo describió como "falso": "esa hada con pelo en su pecho" ("that fairy with hair on his chest") y "falso como un cheque de goma" (cheque sin fondos). Consideraba que la personalidad dominante y machista de Hemingway eran simplemente una postura; Hemingway, por su parte, le dijo a Scott que Zelda estaba loca. Scott no ayudaba a que Zelda tuviera una mejor impresión de Hemingway, ya que siempre que se juntaban, Scott insistía en que les contara la historia de su amorío con Jozan a Hemingway y a su esposa Hadley. En una ocasión, los Fitzgerald les contaron a los Hemingway que el amorío terminó cuando Jozan se suicidó. Sin embargo, fue a través de Hemingway como los Fitzgerald se introdujeron en la comunidad de expatriados La Generación Perdida, a la que también pertenecieron Gertrude Stein, Alice B. Toklas, Robert McAlmon y otros.
Una de las mayores peleas entre ellos ocurrió cuando Zelda le dijo a Scott que su vida sexual había decaído porque él era una "hada" y probablemente estaba teniendo un amorío homosexual con Hemingway. No hay evidencia de que ninguno fuera homosexual, pero aun así Scott decidió tener sexo con una prostituta para probar su sexualidad. Zelda descubrió los condones que Scott había comprado antes de que ocurriera el encuentro. A esto le siguió una gran pelea, lo que dio como resultado unos persistentes celos. Más tarde, en una ocasión, Zelda se dejó caer por unas escaleras de mármol en una fiesta, porque Scott, absorto en su plática con Isadora Duncan, la estaba ignorando.

Zelda Fitzgerald, descrita por el crítico literario Edmund Wilson, recordando una fiesta en el hogar de los Fitzgerald en Edgemoor, Delaware- febrero de 1928: 

Me senté al lado de Zelda, que lucía radiante. Algunos de los amigos de Scott estaban molestos; otros se encontraban encantados por ella. Yo era uno de los que estaban encantados. Tenía la rebeldía de una belleza del sur y la falta de inhibición de un niño. Hablaba con tanta espontaneidad e ingenio  —casi exactamente como escribía— que muy pronto me dejó de molestar el hecho de que la conversación tenía una naturaleza de "libre asociación" de ideas y no podía comprenderla. 

Rara vez he conocido a una mujer que se exprese tan maravillosa y frescamente: no tenía "frases preparadas" en la mano y no hacía ningún esfuerzo para hacer fluir la conversación. Se evaporaba fácilmente; sin embargo, recuerdo únicamente una cosa que dijo esa noche: que el estilo de Galsworthy era de un tono azul, por el cual ella no tenía interés.

### Obsesión y enfermedad
A pesar de que Scott constantemente se inspiraba en la intensa personalidad de su esposa para sus escritos, gran parte del problema entre ellos se originó debido al aburrimiento y aislamiento que Zelda experimentaba cuando Scott estaba escribiendo. Frecuentemente lo interrumpía mientras él trabajaba y ambos se empobrecieron a lo largo de los años veinte. Scott se había vuelto alcohólico y el comportamiento de Zelda se volvía cada vez más errático. Ninguno hizo progreso alguno en sus esfuerzos creativos.
Zelda tenía un profundo deseo de desarrollar un talento que fuera completamente suyo, probablemente como reacción a la fama y al éxito de Scott como escritor. A la edad de 27 años, se obsesionó con el ballet, que ya había estudiado de niña. Durante esa época había recibido muchos cumplidos sobre su talento para el baile y, a pesar de que las opiniones de sus amigos variaban sobre sus aptitudes, parece que en efecto tenía un buen nivel de ballet y bastante talento. No obstante, Scott estaba completamente en contra del deseo de su esposa de convertirse en una bailarina profesional, ya que lo consideraba una pérdida de tiempo.
Zelda retomó sus estudios de ballet en 1925, en París, con la profesora rusa Lubov Egorova, demasiado tarde en la vida como para convertirse en una bailarina realmente excepcional, pero insistía de manera obsesiva en practicar rigurosamente todos los días (hasta ocho horas diarias), lo que contribuyó a su subsecuente agotamiento físico y mental. En septiembre de 1929 fue invitada a unirse a la escuela de ballet de la Compañía de Ballet de la Ópera de San Carlo en Nápoles, pero, a pesar de que esto significaría el éxito que buscaba, declinó la oferta. Mientras el público aún creía que los Fitzgerald vivían una vida llena de glamour, sus amigos notaron que sus festejos habían pasado de ser elegantes a autodestructivos: ambos se habían convertido en compañía poco agradable.
En abril de 1930, Zelda fue admitida en un sanatorio en Francia, donde, después de meses de observación, tratamiento y consultas con uno de los mejores psiquiatras de Europa, el doctor Eugen Bleuler, Zelda fue finalmente diagnosticada con esquizofrenia. Inicialmente fue admitida en un hospital a las afueras de París, pero fue trasladada posteriormente a una clínica en Montreux, Suiza. La clínica trató principalmente sus enfermedades gastrointestinales, pero, debido a sus problemas psicológicos, fue trasladada a un centro psiquiátrico en Prangins, a orillas del Lago Lemán. Fue dada de alta en septiembre de 1931 y los Fitzgerald regresaron a Montgomery, Alabama, donde el padre de Zelda, el juez Sayre, estaba muriendo. En medio del dolor de la familia, Scott anunció que se iba a ir a Hollywood. El juez Sayre murió mientras Scott se encontraba fuera y la salud de Zelda comenzó a deteriorarse nuevamente. Para febrero de 1932, había sido readmitida en una clínica psiquiátrica.

### Save Me the Waltz
En 1932, mientras se encontraba en la clínica Phipps del Hospital Johns Hopkins de Baltimore, Zelda tuvo una chispa de creatividad. Durante el curso de sus primeras seis semanas en la clínica, escribió una novela entera y se la envió al publicista de Scott, Maxwell Perkins.
Cuando Scott finalmente leyó el libro de Zelda, una semana después de que ella se lo enviara a Perkins, se encontraba furioso. El libro era un relato semibiográfico del matrimonio de los Fitzgerald. A través de cartas, Scott la regañó y le reclamó que la novela estaba inspirada en material autobiográfico que él planeaba usar en su novela, Suave es la noche, en la cual había estado trabajando durante años y que sería publicada finalmente en 1934.
Scott forzó a Zelda a revisar la novela, eliminando las partes que contenían material que él deseaba usar. A pesar de que la Gran Depresión había azotado a los Estados Unidos, Scribner aceptó publicar su libro, y el 7 de octubre de 1932 salieron a la venta 3010 ejemplares.
Las similitudes entre la novela y la vida de los Fitzgerald eran obvias. La protagonista de la novela era Alabama Beggs, quien, como Zelda, era hija de un juez del sur de Estados Unidos que se casaba con David Knight, un aspirante a pintor que de golpe se volvía famoso por su trabajo. Vivían la vida loca en Connecticut antes de mudarse a vivir a Francia. Descontenta con su matrimonio, Alabama se dedicaba al ballet. A pesar de que todos le decían que no tenía esperanzas, ella perseveraba y después de tres años se convierte en la bailarina principal de una compañía. Alabama se enferma debido al cansancio y la novela termina cuando la pareja regresa al sur de Estados Unidos con la familia de ella, ya que su padre está muriendo.
Temáticamente, la novela retrata la lucha de Alabama (y por lo tanto de Zelda) de crecer más allá de ser "una espectadora de la vida" y de ganarse respeto por sus propios logros y méritos, de poder establecerse independientemente de su esposo. El estilo de Zelda era bastante diferente al de Scott. El lenguaje empleado en Save Me the Waltz estaba lleno de adornos verbales y metáforas complejas. La novela también era profundamente sensual; como la crítica literaria Jacqueline Tavernier-Courbin escribió en 1979, "la sensualidad surge cuando Alabama se percata de la explosión de vida dentro de ella, la consciencia del cuerpo, las imágenes naturales a través de las cuales no solamente se expresan las emociones o hechos simples, sino la abrumadora presencia de los sentidos, en particular el tacto y olfato en cada descripción".
Sin embargo en sus tiempos, el libro no fue bien recibido por los críticos. Para consternación de Zelda, su novela vendió únicamente 1392 copias, por lo que ella ganó 120,73 dólares. El fracaso de Save Me the Waltz, y la mordaz crítica de Scott —la acusó de plagio y la llamó "escritora de tercera"— aplastaron su ánimo. Fue la única novela que publicó.

### Últimos años
A partir de mediados de la década de 1930, Zelda pasó el resto de su vida en diferentes etapas de angustia mental. Algunas de las pinturas que había dibujado en años anteriores, dentro y fuera del sanatorio, fueron exhibidas en 1934. Al igual que como con su libros, Zelda se sentía decepcionada con la respuesta pública a su arte. The New Yorker describió las pinturas como "pinturas hechas por la casi mística Zelda Fitzgerald; con algunos matices emocionales o asociaciones de la tan llamada Era del Jazz." No se dio una descripción más sobre las pinturas. Se volvió violenta y huraña. En 1936, Scott la ingresó en el Hospital Highland de Asheville, Carolina del Norte y escribió con remordimiento a sus amigos:
Zelda asegura estar en contacto directo con Cristo, Guillermo el Conquistador, María Estuardo, Apolo y toda la parafernalia y las bromas del asilo de locos... Por todo lo que ella ha sufrido realmente, no hay ninguna noche en la que yo no pague un gran homenaje en la oscuridad. En una manera curiosa, tal vez increíble para ustedes, ella siempre fue mi niña (esto no era recíproco como lo es frecuentemente en el matrimonio) ... Yo era su única realidad, frecuentemente el único enlace que podía hacer el mundo tangible para ella.
En junio de 1937, Zelda permaneció en el hospital mientras Scott regresó nuevamente a Hollywood para un trabajo con la MGM, en el que le pagarían 1000 dólares semanales. Sin el conocimiento de Zelda, Scott comenzó un amorío serio con la columnista fílmica Sheilah Graham. A pesar de la emoción del amorío, Scott se volvió amargo y estaba muy quemado. Cuando su hija Scottie fue expulsada de su internado en 1938, él culpó a Zelda. A pesar de que más tarde Scottie fue aceptada en Vassar College, su resentimiento hacia Zelda era mayor que nunca. Milford escribió sobre la mentalidad de Scott: "la vehemencia de su rencor con Zelda era clara. Era ella quien lo había arruinado; ella quien lo había hecho agotar sus talentos... Había sido engañado de su sueño por Zelda."
Después de una violenta pelea con Graham en 1938, en la que Scott se encontraba borracho, Scott regresó a Asheville. Un grupo del hospital de Zelda había planeado un viaje a Cuba, pero Zelda se perdió el viaje. Los Fitzgerald decidieron ir por su cuenta. El viaje fue un desastre incluso para sus estándares: Scott fue golpeado cuando intentó parar una pelea de gallos y regresó a los Estados Unidos intoxicado y tan cansado que tuvo que ser hospitalizado. Los Fitzgerald nunca se volvieron a ver.
Scott regresó a Hollywood con Graham; Zelda volvió al hospital. No obstante, hizo progresos en Asheville, y en marzo de 1940, cuatro años después de su admisión, fue dada de alta. Se estaba acercando a los 40 años de edad, sus amigos se habían esfumado y los Fitzgerald ya no tenían mucho dinero. Scott se volvía cada vez más amargo debido a sus propios fracasos y al continuo éxito de su viejo amigo Hemingway. Se escribieron frecuentemente hasta su muerte en diciembre de 1940. A Zelda le fue imposible asistir a su funeral en Rockville, Maryland.
Zelda leyó el manuscrito no terminado de la novela que Scott se encontraba escribiendo cuando murió, The Love of the Last Tycoon. Le escribió al crítico literario, Edmund Wilson, quien había aceptado editar el libro, meditando sobre su legado. Zelda creía, según afirma su biógrafa Milford, que la obra de Scott contenía "un temperamento estadounidense basado en la creencia en uno mismo y en el 'deseo de sobrevivir', a lo que los contemporáneos a Scott habían renunciado. Scott, insistía Zelda, no lo había hecho. Sus trabajos poseían una vitalidad y fortaleza debido a su incansable fe en sí mismo."
Después de leer The Last Tycoon, Zelda comenzó a trabajar en una nueva novela suya, Caesar's Things. Se perdió la boda de Scottie, al igual que el funeral de Scott. En agosto de 1943, había regresado al Hospital Highland. Trabajó en su novela mientras era admitida y dada de alta del hospital. No logró mejorar ni terminar su novela. En la noche del 10 de marzo de 1948, hubo un incendio en la cocina del hospital. Zelda estaba encerrada en un cuarto, esperando la terapia de electroshock. El fuego se desplazó a través del hueco del montacargas, propagándose por todos los pisos del hospital. Las salidas de emergencia, al estar hechas de madera, se incendiaron también. Nueve mujeres, incluyendo a Zelda, murieron esa noche.

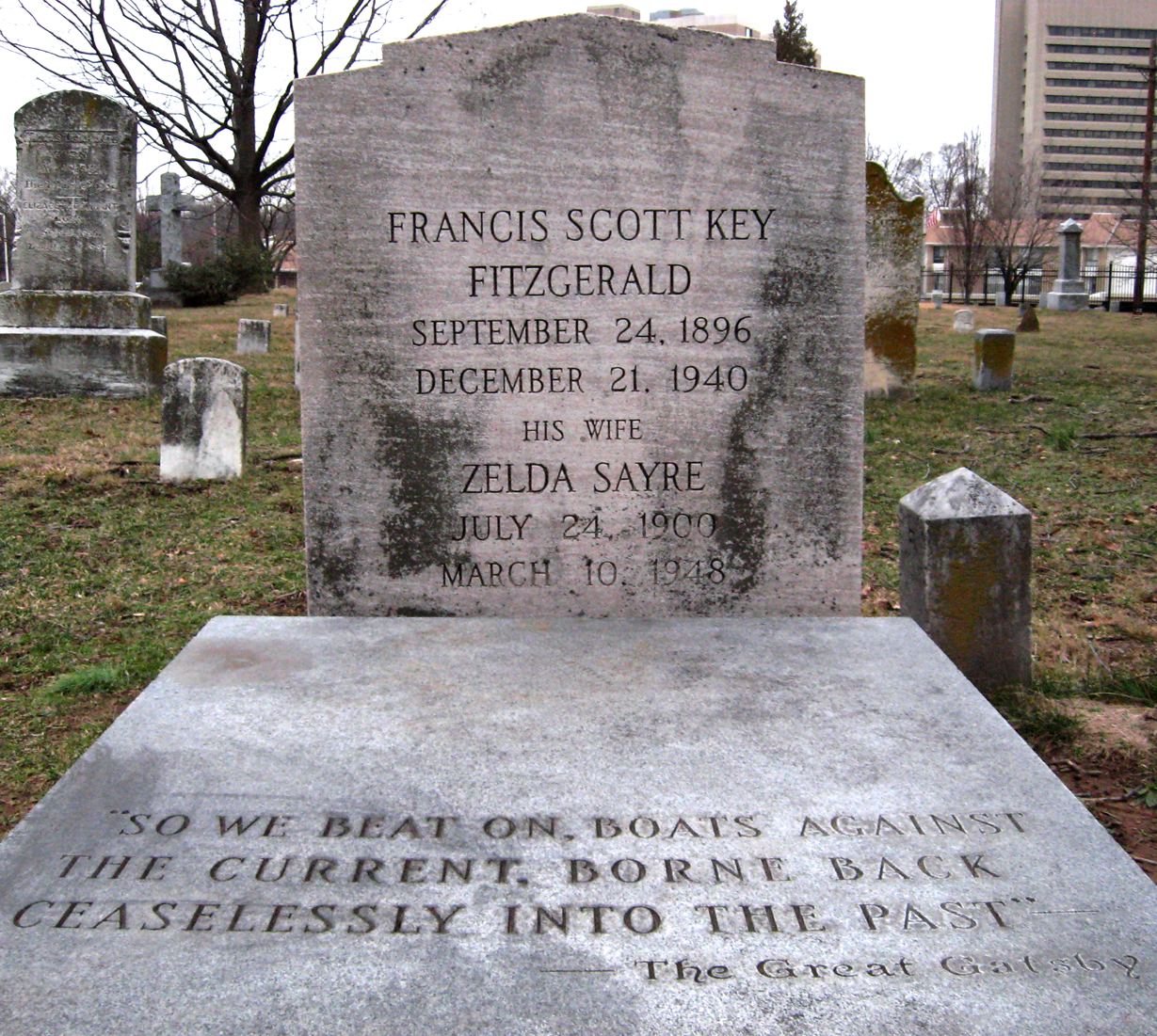
Tumba de Zelda y Scott en Rockville, Maryland

Su hija Scottie escribió tras la muerte de sus padres: 
Creo (y hay poca evidencia documental en contra) que si la gente no está loca, consiguen librarse de situaciones locas, por lo que nunca he podido comprender la idea de que fue el alcoholismo de mi padre lo que la llevó al sanatorio. Tampoco creo que ella lo haya llevado a volverse alcohólico.
Scott y Zelda fueron sepultados en Rockville, Maryland. En un principio, yacían en el Rockville Union Cemetery, lejos de la parcela de la familia de Scott. Sin embargo, Scottie logró que los enterraran con los demás Fitzgerald en el cementerio católico de la iglesia de Santa María en Maryland (Saint Mary's Catholic Cemetery). Inscrita en su lápida se encuentra la escena final de El Gran Gatsby: "de esta manera seguimos avanzando con laboriosidad, barcos contra la corriente, en regresión sin pausa hacia el pasado."

## Legado
Scott se consideraba un fracasado cuando murió repentinamente en 1940, y la noticia de la muerte de Zelda, en 1948, tampoco generó gran interés. Sin embargo, póstumamente el interés en los Fitzgerald volvió a surgir. En 1950 el guionista Budd Schulberg, quien conocía a Scott de sus años en Hollywood, escribió The Disenchanted, donde presentaba un personaje que era alcohólico y fracasado, inspirado en F. Scott Fitzgerald. Posteriormente, en la Universidad de Cornell el profesor Arthur Mizener escribió una biografía de F. Scott Fitzgerald titulada The Far Side of Paradise (El lado lejano del Paraíso). Esta biografía reavivó el interés por la pareja entre los académicos. La biografía de Mizener se publicó por capítulos en la revista literaria The Atlantic Monthly, mientras que en la revista Life, una de las publicaciones periódicas más leída y discutida en Estados Unidos, se publicó una historia sobre sus obras. Scott era considerado un fascinante fracaso; se culpó a la salud mental de Zelda por la pérdida de potencial de Scott.

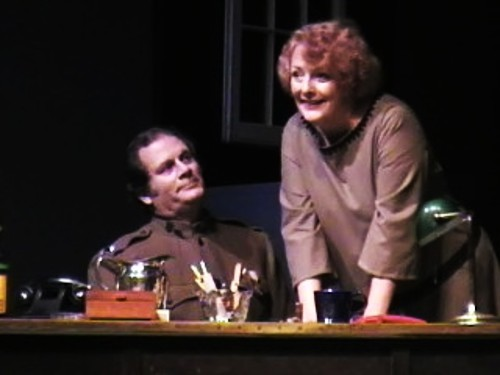
Lance Adell como F. Scott Fitzgerald y Lauren Bloom como Zelda Fitzgerald en la obra de teatro The Last Flapper, una dramatización de la vida de Zelda.

Una obra de teatro, The Disenchanted, se estrenó en Broadway en 1958. También ese año, la amante en Hollywood de Scott, Sheilah Graham, publicó unas memorias, Beloved Infidel, sobre los últimos años de Scott. Beloved Infidel se convirtió en un superventas y más tarde inspiró una película, en la que actuaron Gregory Peck, como Scott, y Deborah Kerr, en el papel de Graham. Tanto el libro como la película lo pintaron de una manera más compasiva que otros trabajos anteriores. En 1970, sin embargo, el matrimonio de Scott y Zelda tuvo su revisión más profunda, cuando Nancy Milford, una graduada de la Universidad de Columbia, publicó su libro Zelda: A Biography, el primer libro extenso sobre la vida de Zelda. Fue finalista para un Premio Pulitzer y para el Premio Nacional del Libro. El libro figuró durante semanas en la lista de superventas del The New York Times. Presenta a Zelda como una artista en su propio derecho, cuyos talentos fueron menospreciados por un esposo controlador. Por consiguiente, Zelda se convirtió en un ícono del movimiento feminista en la década de 1970 —una mujer cuyo talento, poco valorado, había sido suprimido por una sociedad patriarcal.
Zelda fue la inspiración para la canción "Witchy Woman", que habla acerca de la hechicería seductora y que fue escrita por Don Henley y Bernie Leadon para la banda The Eagles, después de que Henley leyera la biografía de Zelda, de la musa, la genio parcial detrás de su esposo F. Scott Fitzgerald, la salvaje, hechizante y cautivadora "flapper" de la Era del Jazz y los Rugientes Veintes personificada en El Gran Gatsby como la desinhibida e insensata personalidad de Daisy Buchanan. La letra de la canción "Witchy Woman" habla sobre las fiestas y los excesos de Zelda y cómo estas fueron perjudiciales para su mente: "se volvió loca con la cuchara de plata" es una referencia al tiempo que pasó Zelda en una institución mental y la cuchara de plata con orificios que se usaba para disolver cubos de azúcar en absenta, la todavía popular bebida alcohólica en los años veinte, destilada de las flores del hinojo y llamada "el hada verde", debido a que en ocasiones inducía alucinaciones.
CuandoTennessee Williams dramatizó sus vidas en la obra de teatro de 1980 Clothes for a Summer Hotel, se apoyó fuertemente en el recuento de Milford. Emergió una caricatura de Scott y Zelda, personificando la juventud de la gloria de los años del jazz, como representantes de la generación perdida y de la parábola sobre los obstáculos del éxito excesivo. La leyenda de Zelda y Scott había impregnado ampliamente la cultura popular: en la película de 1979 de Woody Allen, Manhattan, cuando el amigo de Allen confiesa que planea abandonar a su esposa por su amante (quien resulta ser la exnovia de Allen), Allen pregunta con incredulidad si está planeando "huir con el ganador del premio de madurez emocional de Zelda Fitzgerald."
Del legado de Zelda en la cultura popular, el biógrafo Cline escribió: "recientemente los mitos han unido a Zelda a otros iconos del siglo XX como Marilyn Monroe y la Princesa Diana. Con ambas comparte una resistencia a la tradición, intensa vulnerabilidad, belleza impactante, lucha sin descanso por una identidad seria, una vida corta y trágica y naturaleza imposible." En 1989, se inauguró el museo F. Scott y Zelda Fitzgerald en Montgomery, Alabama. El museo se encuentra en una casa que los Fitzgerald alquilaron durante un breve periodo entre 1931 y 1932 y es uno de los pocos lugares en los que se exponen algunas de las pinturas de Zelda.
En 2004 se estrenó un musical británico, Hermosos y malditos, en el West End de Londres. El libreto fue escrito por Kit Hesketh Harvey, y la música y la letra fueron obra de Les Reed y Roger Cook. Helen Anker interpretó el papel de Zelda.
En 2005, el compositor Frank Wildhorn y el letrista Jack Murphy estrenaron su musical Waiting for the Moon en Marlton, Nueva Jersey. En el musical actuaba Lauren Kennedy como Zelda. El espectáculo se enfocaba principalmente en el punto de vista de Zelda e incluía mucho baile. Se presentó desde el 20 de julio hasta el 31 de julio de 2005, y sigue siendo readaptado para un posible montaje en Broadway.
La imagen glamurosa de Zelda inspiró el nombre del personaje de la Princesa Zelda, en el videojuego creado por Shigeru Miyamoto, La Leyenda de Zelda. Miyamoto explicó: "Zelda era el nombre de la esposa del famoso novelista F. Scott Fitzgerald. Era una mujer famosa y hermosa, y me gustó el sonido de su nombre. Así que me tomé la libertad de usarlo para el primer título de Zelda."
El autor francés Gilles Leroy escribió una autobiografía ficticia titulada Alabama Song (2007), la cual ganó el premio Prix Goncourt, el honor literario más grande de Francia. A pesar de que Leroy siempre insistió en que el libro no era una biografía, sino una novela, se basaba en una gran investigación basada en hechos reales.
Tom Hiddleston y Alison Pill interpretan respectivamente los papeles de Scott y Zelda en la película de 2011 de Woody Allen Medianoche en París.
El pavo de Battery Park, en el barrio de Manhattan de la ciudad de Nueva York, llevaba el nombre de Zelda, en honor a Zelda Fitzgerald, debido a que (según la leyenda) durante una de las crisis nerviosas de Zelda Fitzgerald, se perdió en Battery Park y aparentemente caminó varias millas.
La novela debut de R. Clifton Spargo Beautiful Fools: The Last Affair of Zelda and Scott Fitzgerald (Overlook Press, 2013) noveliza el último viaje de Scott y Zelda juntos a Cuba en 1939.
Christina Ricci la interpreta en "Z: the beginning of everything", una serie de Amazon Prime que analiza su auge y caída . 
Jennifer Lawrence nos ofrece su versión en el filme "Zelda".
Scarlett Johansson se mete en su piel en la película "The beatitufl and the dammed".

### Revaluación crítica
Después de publicarse la biografía de Milford sobre Zelda, los críticos y académicos comenzaron a ver el trabajo de Zelda con ojos diferentes. En una edición de 1968 de Save Me the Waltz, el académico de F. Scott Fitzgerald Matthew Bruccoli escribió: "vale la pena leer Save Me the Waltz, en parte porque cualquier cosa que ilumine la carrera de F. Scott Fitzgerald lo vale, y porque es la única novela publicada por una mujer valiente y talentosa que es recordada por sus derrotas. Pero, debido a que Save Me the Waltz era leído en conjunto con la biografía escrita por Milfrod, surgió una nueva perspectiva. En 1979, la académica Jacqueline Tavernier-Courbin escribió, refutando la postura de Bruccoli: "Save Me the Waltz es una novela fascinante y conmovedora que debería de ser leída en sus propios términos, tanto como Suave es la noche. No necesita otra justificación, además de su excelencia comparativa."
Save Me the Waltz se convirtió en el enfoque de muchos estudios literarios que exploraban diferentes aspectos del trabajo de Zelda: la manera en que la novela contrastaba con la opinión de Scott sobre el matrimonio en Suave es la noche; cómo la cultura que surgió en la década de 1920 ponía el énfasis en la mujer moderna; y cómo estas actitudes conducían a una distorsión de la "enfermedad mental" en las mujeres.
La colección de escritos de Zelda Fitzgerald (incluido Save Me the Waltz), editados por Matthew J. Bruccoli, se publicaron en 1991. El crítico literario del New York Times, Michiko Kakutani, escribió: "el hecho de que la novela se escribiera en dos meses es increíble. A pesar de sus fallas, logra encantar, divertir y mover a los lectores, y eso es todavía más impresionante. Zelda Fitzgerald logró, en su novela, expresar su propia desesperación heroica de tener éxito en algo propio, y también logró distinguirse a sí misma como una escritora con, como Edmund Wilson dijo alguna vez de Scott, un 'talento para convertir el lenguaje en algo iridiscente y sorprendente."
Los académicos continúan examinando y debatiendo el papel que Scott y Zelda tuvieron en sofocar entre ellos su creatividad. El biógrafo de Zelda, Cline, escribió que los dos campos son "tan diametralmente opuestos como los campos literarios entre Plath y Hughes", una referencia a la fuerte controversia sobre la relación esposo–esposa de los poetas Ted Hughes y Sylvia Plath.
Las pinturas de Zelda también han vuelto a ser apreciadas y reconsideradas como interesantes por sí mismas. Después de haber pasado gran parte de 1950 y 1960 en los áticos familiares —la madre de Zelda incluso quemó gran parte de las pinturas debido a que no le gustaban—, los académicos comenzaron a examinarlas. En Estados Unidos y en Europa se han presentado exposiciones de su obra artística. Una reseña de una de las exposiciones, escrita por el curador Everl Adair, habla sobre la influencia de Vincent van Gogh y Georgia O'Keeffe en las pinturas de Zelda, y concluyó que sus piezas de arte sobrevivientes "representan las obras de una mujer talentosa y visionaria que se levantó sobre enormes posibilidades para crear un cuerpo de arte fascinante — uno que inspira a celebrar la vida que pudo haber sido."